# Adrian Lester
Adrian Lester (Birmingham, 14 de Agosto de 1968) é um ator britânico.

## Vida Pessoal
É casado com Lolita Chakrabarti e tem duas filhas: Lila e Jasmine.

## Premiação
2000
- British Independent Film Award - Melhor ator

1999
- Prêmio CFCA - Ator Mais Promissor